# Leichtathletik-Weltmeisterschaften 2017/4 × 400 m der Männer

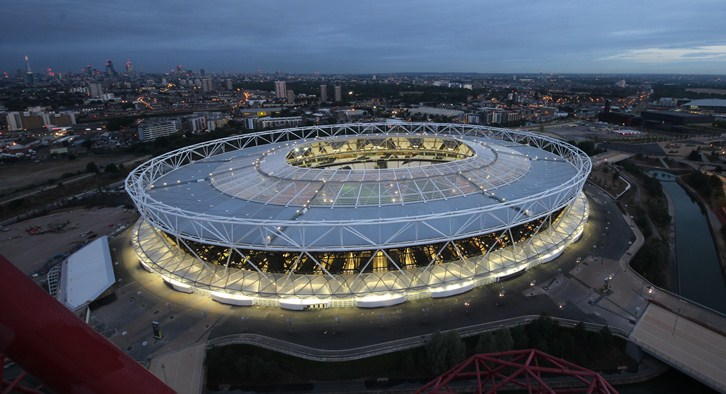
Das Olympiastadion London im Jahr 2017

Die 4-mal-400-Meter-Staffel der Männer bei den Leichtathletik-Weltmeisterschaften 2017 wurde am 12. und 13. August 2017 im Olympiastadion der britischen Hauptstadt London ausgetragen.
Es siegte die Staffel aus Trinidad und Tobago mit Jarrin Solomon, Jereem Richards, Machel Cedenio und Lalonde Gordon sowie dem im Vorlauf außerdem eingesetzten Renny Quow.
Vizeweltmeister wurde die USA in der Besetzung Wilbert London III, Gil Roberts, Michael Cherry und Fred Kerley sowie den im Vorlauf außerdem eingesetzten Bryshon Nellum und Tony McQuay.
Großbritannien gewann die Bronzemedaille mit Matthew Hudson-Smith, Dwayne Cowan, Rabah Yousif und Martyn Rooney sowie dem im Vorlauf außerdem eingesetzten Jack Green.
Auch die nur im Vorlauf eingesetzten Läuferinnen erhielten entsprechendes Edelmetall. Rekorde und Bestleistungen standen dagegen nur den tatsächlich laufenden Athleten zu.

## Rekorde

### Bestehende Rekorde
| Weltrekord               | USA (Andrew Valmon, Quincy Watts, Harry Reynolds, Michael Johnson) | 2:54,29 min | WM in Stuttgart, Deutschland | 22. August 1993 |
| Weltmeisterschaftsrekord | USA (Andrew Valmon, Quincy Watts, Harry Reynolds, Michael Johnson) | 2:54,29 min | WM in Stuttgart, Deutschland | 22. August 1993 |

Der bestehende WM-Rekord wurde bei diesen Weltmeisterschaften nicht eingestellt und nicht verbessert.

### Rekordverbesserungen
Es wurden zwei Weltjahresbestleistungen und ein Landesrekord aufgestellt.
- Weltjahresbestleistungen:
  - 2:59,23 min – USA (Wilbert London III, Bryshon Nellum, Michael Cherry, Tony McQuay), zweiter Vorlauf am 12. August
  - 2:58,12 min – Trinidad und Tobago (Jarrin Solomon, Jereem Richards, Machel Cedenio, Lalonde Gordon), Finale am 13. August
- Landesrekord:
  - 3:00,65 min – Spanien (Óscar Husillos, Lucas Búa, Darwin Echeverry, Samuel García), Finale am 13. August

## Vorläufe
Aus den beiden Vorläufen qualifizierten sich die jeweils drei Ersten jedes Laufes – hellblau unterlegt – und zusätzlich die drei Zeitschnellsten – hellgrün unterlegt – für das Finale.

### Lauf 1
12. August 2017, 11:50 Uhr Ortszeit (12:50 Uhr MESZ)
| Platz | Bahn | Name      | Land                                                                          | Zeit (min)                                        |
| ----- | ---- | --------- | ----------------------------------------------------------------------------- | ------------------------------------------------- |
| 1     | 9    | Spanien   | - Óscar Husillos - Lucas Búa - Darwin Echeverry - Samuel García               | 3:01,72 SB                                        |
| 2     | 7    | Polen     | - Kajetan Duszyński - Łukasz Krawczuk - Tymoteusz Zimny - Rafał Omelko        | 3:01,78 SB                                        |
| 3     | 5    | Kuba      | - William Collazo - Adrián Chacón - Leandro Zamora (Vorlauf) - Yoandys Lescay | 3:01,88 SB                                        |
| 4     | 8    | Jamaika   | - Peter Matthews - Steven Gayle - Jamari Rose - Rusheen McDonald              | 3:01,98 SB eigentlich für das Finale qualifiziert |
| 5     | 3    | Indien    | - Kunhu Muhammed - Amoj Jacob - Muhammed Anas - Arokia Rajiv                  | 3:02,80 SB                                        |
| 6     | 4    | Bahamas   | - Alonzo Russell - Michael Mathieu - O’Jay Ferguson - Ramon Miller            | 3:03,04 SB                                        |
| 7     | 2    | Kolumbien | - Jhon Solís - Diego Palomeque - Yilmar Herrera - Jhon Perlaza                | 3:03,68 SB                                        |
| 8     | 6    | Türkei    | - Ahmet Kasap - Batuhan Altıntaş - Mahsum Korkmaz - Yavuz Can                 | 3:15,45                                           |

### Lauf 2

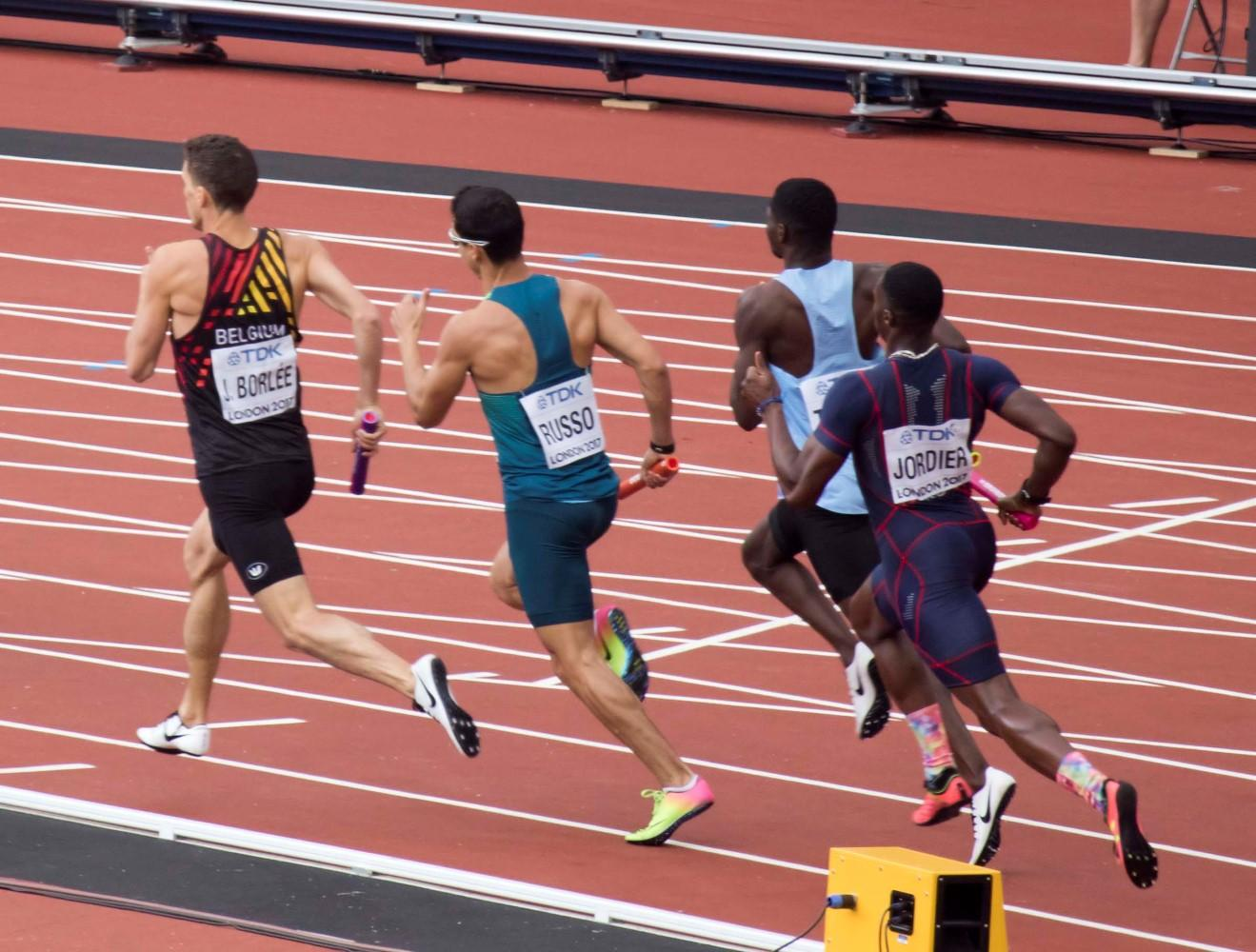
Szene aus dem zweiten Vorlauf, Runde zwei

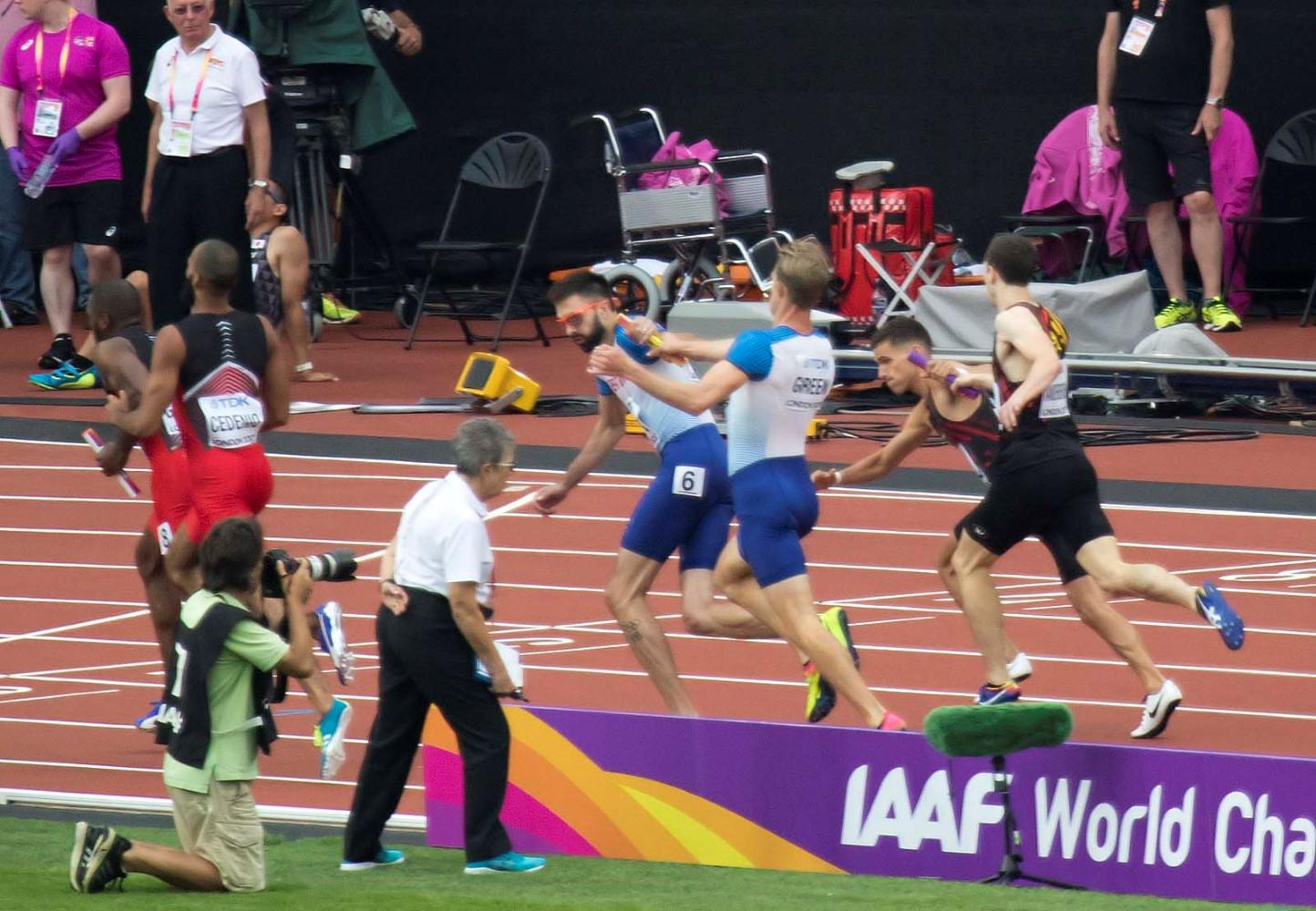
Zweiter Wechsel im zweiten Vorlauf

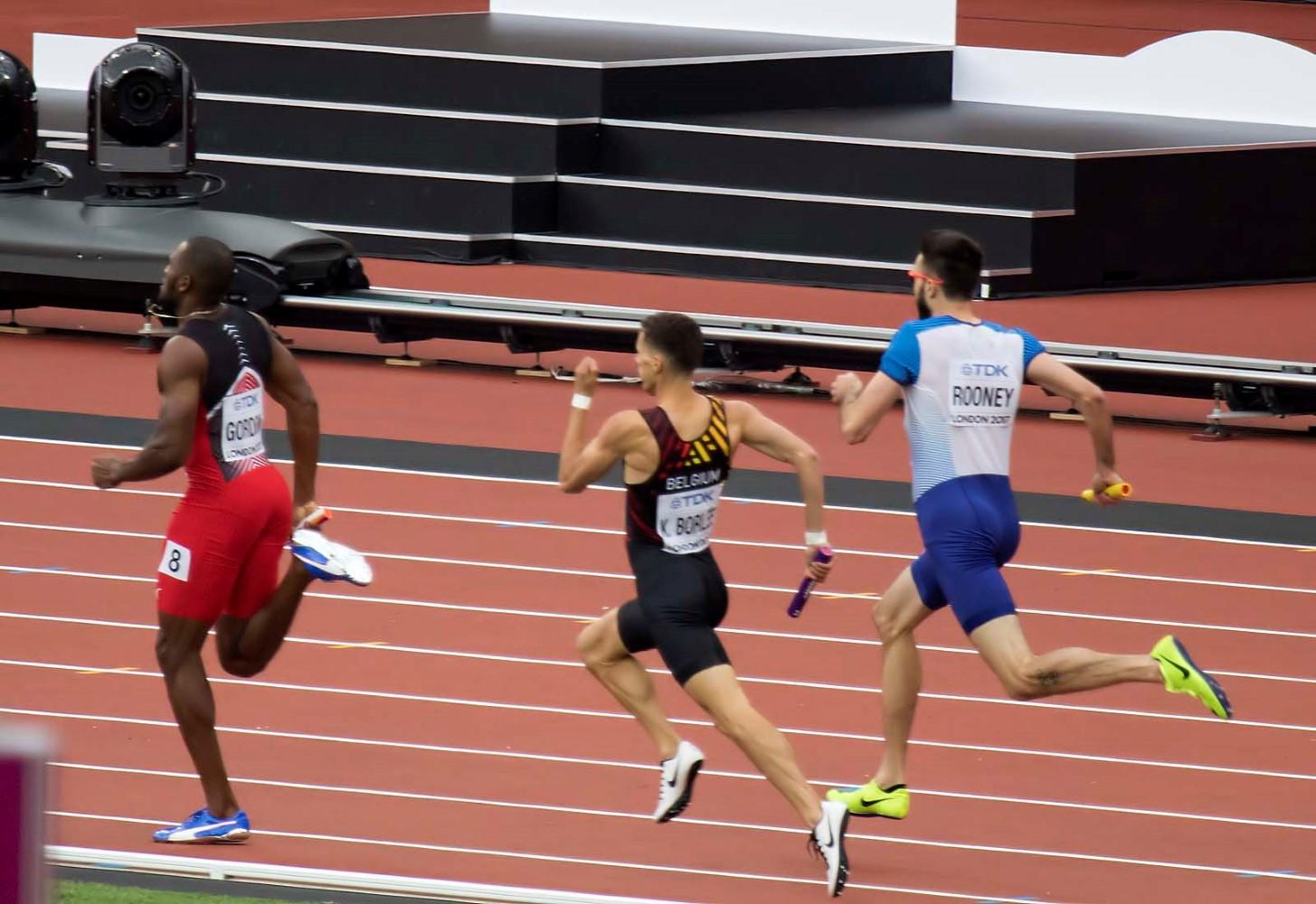
Zweiter Vorlauf, Schlussläufer auf der Zielgeraden

12. August 2017, 12:01 Uhr Ortszeit (13:01 Uhr MESZ)
| Platz | Bahn | Name                | Land                                                                                     | Zeit (min)                           |
| ----- | ---- | ------------------- | ---------------------------------------------------------------------------------------- | ------------------------------------ |
| 1     | 9    | USA                 | - Wilbert London III - Bryshon Nellum (Vorlauf) - Michael Cherry - Tony McQuay (Vorlauf) | 2:59,23 WL                           |
| 2     | 8    | Trinidad und Tobago | - Renny Quow (Vorlauf) - Jereem Richards - Machel Cedenio - Lalonde Gordon               | 2:59,35 SB                           |
| 3     | 3    | Belgien             | - Dylan Borlée - Jonathan Borlée - Robin Vanderbemden - Kévin Borlée                     | 2:59,47 SB                           |
| 4     | 6    | Großbritannien      | - Rabah Yousif - Dwayne Cowan - Jack Green (Vorlauf) - Martyn Rooney                     | 3:00,10 SB                           |
| 6     | 5    | Brasilien           | - Lucas Carvalho - Alexander Russo - Anderson Henriques - Hugo De Sousa                  | 3:04,02 SB                           |
| 7     | 7    | Botswana            | - Onkabetse Nkobolo - Baboloki Thebe - Nijel Amos - Karabo Sibanda                       | 3:06,50                              |
| 8     | 2    | Japan               | - Kentarō Satō - Yūzō Kanemaru - Kazushi Kimura - Kosuke Horii                           | 3:07,29                              |
| DOP   | 4    | Frankreich          | - Ludvy Vaillant - Thomas Jordier - Mamoudou Hanne - Teddy Atine-Venel                   | 3:00,93 SB für das Finale zugelassen |

## Finale
13. August 2017, 21:15 Uhr Ortszeit (22:15 Uhr MESZ)
Im Finale gab es folgende Besetzungsänderungen:
- Trinidad und Tobago – Jarrin Solomon lief anstelle von Renny Quow
- USA – Gil Roberts und Fred Kerley ersetzten Bryshon Nellum und Tony McQuay
- Großbritannien – Matthew Hudson-Smith lief für Jack Green
- Kuba – Osmeli Pellicer ersetzte Darwin Echeverry

Der Ausgang dieses Finales war ziemlich offen. Die in den Vorjahren gewohnte Überlegenheit der 400-Meter-Läufer aus den USA war hier in London nicht vorhanden. Mit Fred Kerley hatte nur ein US-Athlet das 400-Meter-Einzelfinale erreicht und dort Rang sieben belegt. Botswana und Jamaika hatten jeweils zwei ihrer Läufer in das 400-Meter-Einzelfinale gebracht, verfügten jedoch nicht über weitere erstklassige Vertreter über diese Distanz. Beide Staffeln waren bereits in den Vorläufen ausgeschieden. Neben den Vereinigten Staaten war vor allem mit Europameister Belgien zu rechnen, in deren Team die drei Borlée Brüder liefen, außerdem mit dem Europameister von 2014 Großbritannien sowie mit Trinidad und Tobago, dessen Team im Vorlauf wie die USA und Großbritannien die 3-Minuten-Marke unterboten hatten.
Wilbert London III, Startläufer der USA, brachte sein Team zum ersten Wechsel hin zunächst mit ein paar Metern Vorsprung an die Spitze. Im Verfolgerfeld mit Großbritannien, Belgien, Trinidad und Tobago, Spanien, Frankreich und Polen ging es sehr eng zu. Auch nach dem zweiten Wechsel blieb die US-Mannschaft mit ein paar Metern Vorsprung vorn. Dahinter lieferten sich nun Machel Cedenio für Trinidad und Tobago und der Brite Rabah Yousif ein Duell um den zweiten Platz. Belgien, Spanien, Frankreich und Polen folgten schon mit mehr als zehn Metern Rückstand. Auf der Zielgeraden der vorletzten Runde machte Cedenio den Rückstand auf den US-Läufer Michael Cherry fast wett, die Briten lagen etwa vier Meter zurück.
Auf der letzten Runde blieb es spannend bis zum Schluss. Während Jack Green versuchte, die Briten an die beiden Führenden heranzubringen, kämpften Fred Kerley für die USA und Lalonde Gordon für Trinidad und Tobago um den Sieg. Green konnte den Rückstand zwar ein wenig verkürzen, hatte aber am Ende keine Chance mehr, das Spitzenduo zu erreichen. Mit großem Vorsprung auf das Verfolgerfeld errang Großbritannien die Bronzemedaille. Im Zielsprint setzte sich ganz vorne Gordon gegen Kerley klar durch und sicherte Trinidad und Tobago den Weltmeistertitel. Die Vereinigten Staaten belegten den Silberplatz. Belgien wurde Vierter vor den überraschend starken Spaniern, die mit neuem Landesrekord auf Rang fünf kamen. Kuba erreichte Platz sechs vor Polen und Frankreich.

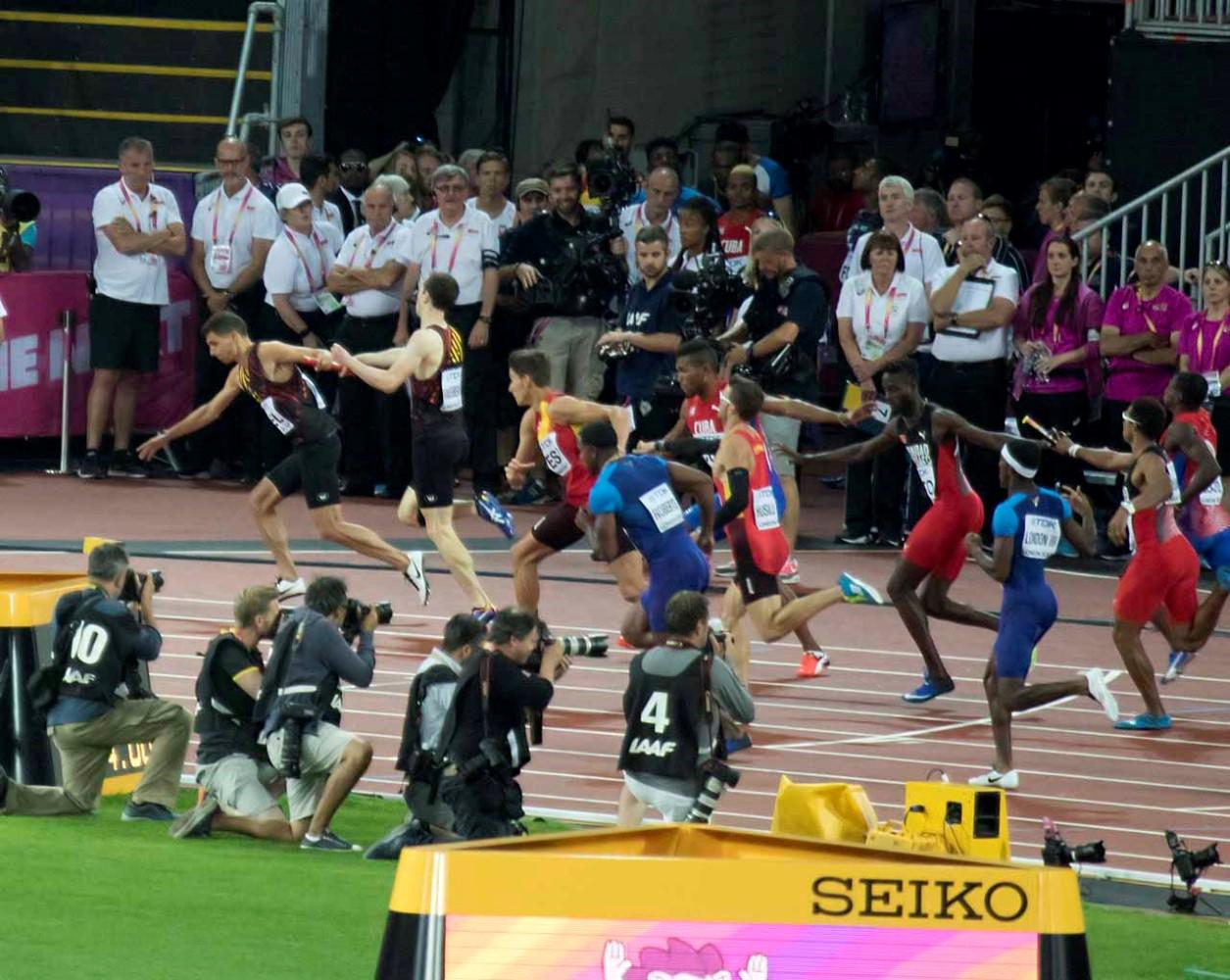
Finale, erster Wechsel

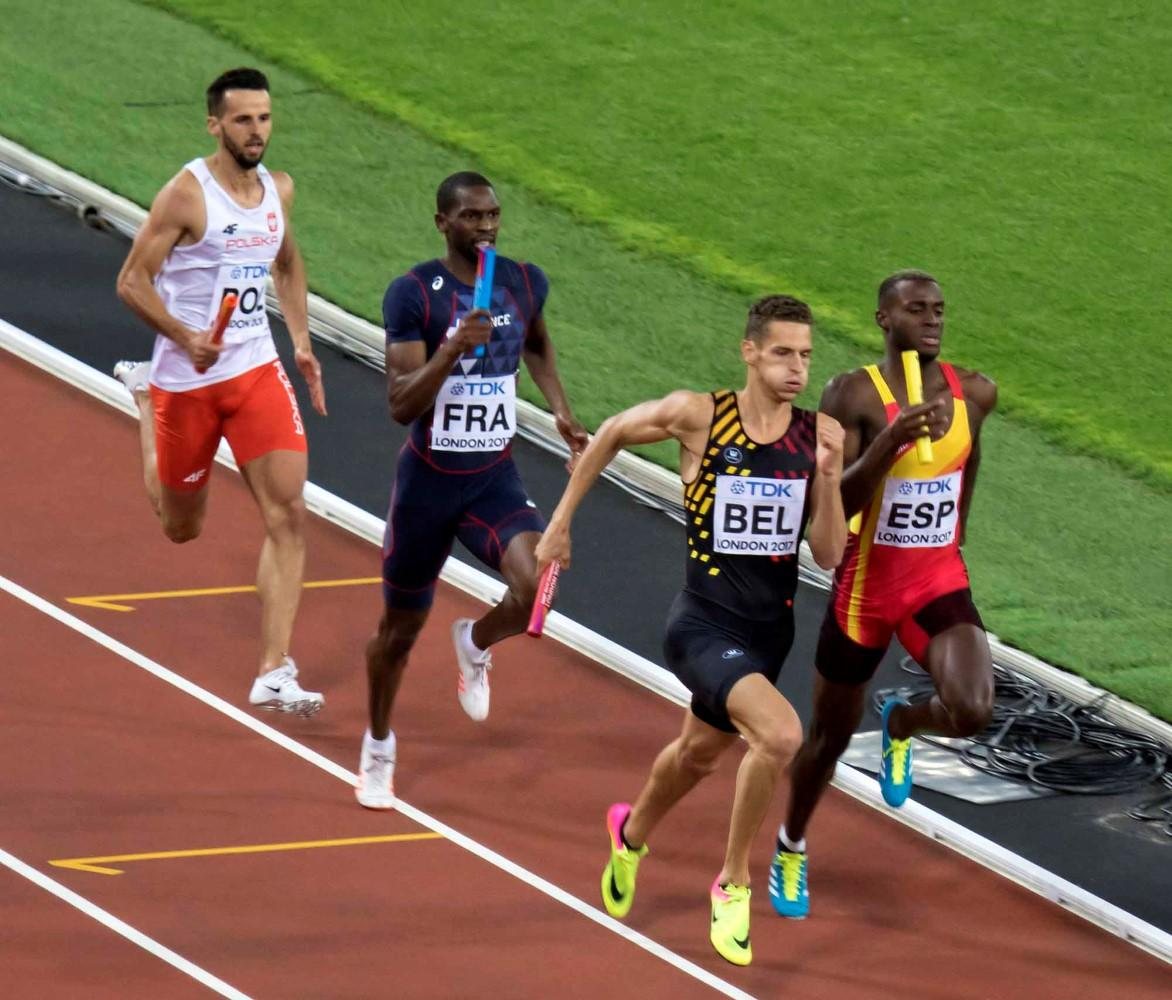
Finale, die Verfolger auf der dritten Runde

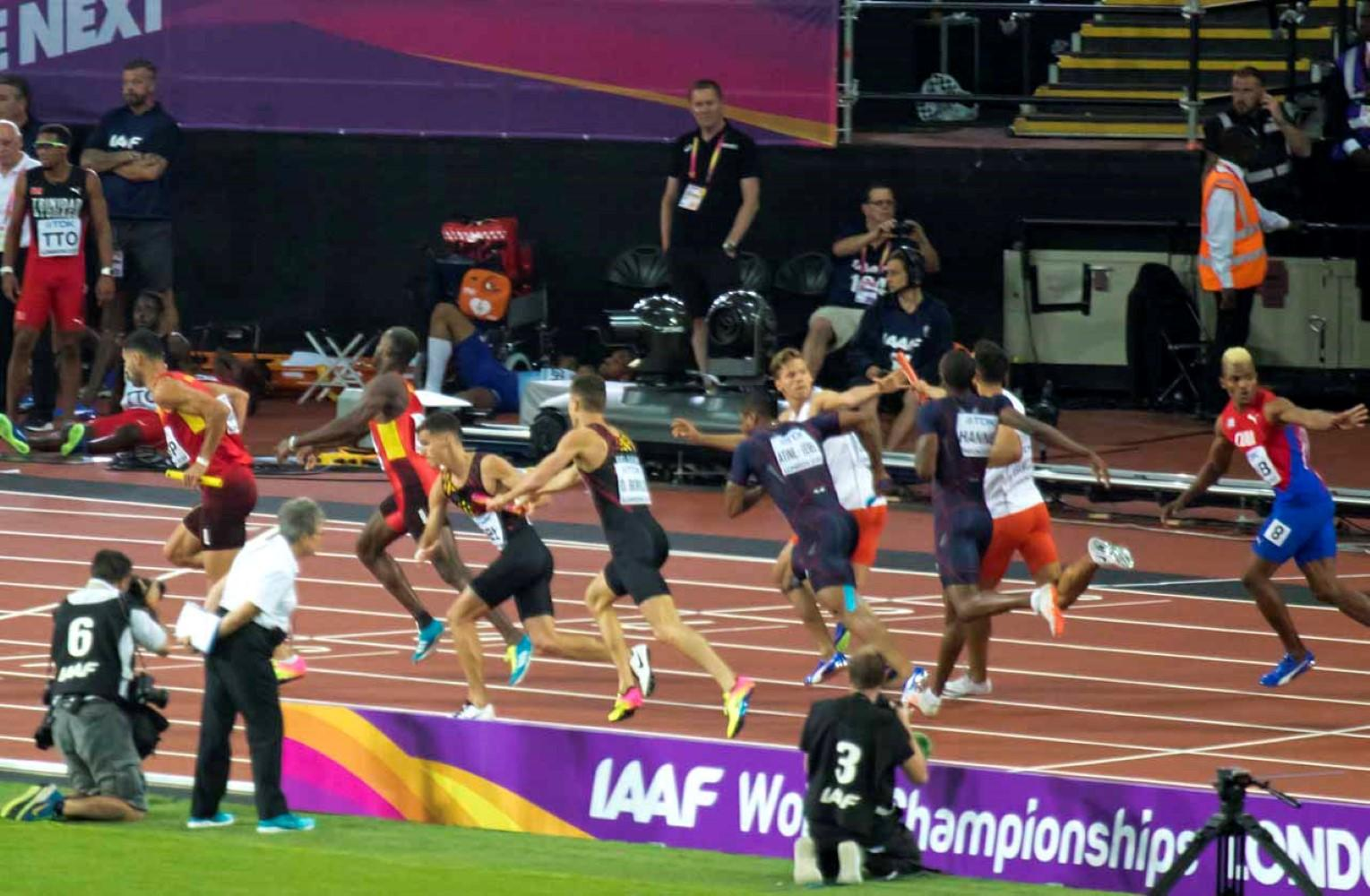
Finale, letzter Wechsel in der Verfolgergruppe

| Platz | Bahn | Land                | Athleten | Zeit (min) |
| ----- | ---- | ------------------- | --- | ---------- |
|       | 7    | Trinidad und Tobago | - Jarrin Solomon - Jereem Richards - Machel Cedenio - Lalonde Gordon im Vorlauf außerdem: - Renny Quow                | 2:58,12 WL |
|       | 4    | USA                 | - Wilbert London III - Gil Roberts - Michael Cherry - Fred Kerley im Vorlauf außerdem: - Bryshon Nellum - Tony McQuay | 2:58,61 SB |
|       | 3    | Großbritannien      | - Matthew Hudson-Smith - Dwayne Cowan - Rabah Yousif - Martyn Rooney im Vorlauf außerdem: - Jack Green                | 2:59,00 SB |
| 4     | 9    | Belgien             | - Robin Vanderbemden - Jonathan Borlée - Dylan Borlée - Kévin Borlée                                                  | 3:00,04    |
| 5     | 6    | Spanien             | - Óscar Husillos - Lucas Búa - Darwin Echeverry - Samuel García                                                       | 3:00,65 NR |
| 6     | 8    | Kuba                | - William Collazo - Adrián Chacón - Osmeli Pellicer - Yoandys Lescay im Vorlauf außerdem: - Leandro Zamora            | 3:01,10 SB |
| 7     | 5    | Polen               | - Kajetan Duszyński - Rafał Omelko - Łukasz Krawczuk - Tymoteusz Zimny                                                | 3:01,59 SB |
|       | 2    | Frankreich          | - Ludvy Vaillant - Thomas Jordier - Mamoudou Hanne - Teddy Atine-Venel                                                | DSQ        |

## Video
- Trinidad beats USA 4x400m finals mens - IAAF World Champs, youtube.com, abgerufen am 28. Februar 2021